# Dos Estrellas
Dos Estrellas är en ort i Mexiko.   Den ligger i kommunen Tlalpujahua och delstaten Michoacán de Ocampo, i den sydöstra delen av landet, 110 km väster om huvudstaden Mexico City. Dos Estrellas ligger 2 724 meter över havet och antalet invånare är 189.
Terrängen runt Dos Estrellas är kuperad. Runt Dos Estrellas är det ganska tätbefolkat, med 179 invånare per kvadratkilometer. Närmaste större samhälle är El Oro de Hidalgo, 2,5 km nordost om Dos Estrellas. Trakten runt Dos Estrellas består till största delen av jordbruksmark.